# Berberis xanthoclada
Berberis xanthoclada är en berberisväxtart som beskrevs av Camillo Karl Schneider. Berberis xanthoclada ingår i släktet berberisar, och familjen berberisväxter. Inga underarter finns listade i Catalogue of Life.